# Sadok Zmerli
Sadok Zmerli (arabe : الصادق الزمرلي), né en 1893 à Tunis et mort en 1983, est un journaliste et haut fonctionnaire tunisien.

## Biographie
Ancien élève du Collège Sadiki, il poursuit ses études à l'École supérieure de langue et littérature arabe puis devient journaliste pour plusieurs périodiques nationalistes dont Le Tunisien. Dans ce dernier, il est rédacteur d'articles arabophones avec Abdelaziz Thâalbi et traduit les articles d'Ali Bach Hamba et Youssef Guellaty. Exilé en 1912 par les autorités du protectorat français pour ses multiples critiques de la colonisation et son militantisme au sein du mouvement des Jeunes Tunisiens, il rejoint Bach Hamba exilé à Istanbul. Il revient en Tunisie en 1919 et s'allie alors au parti du Destour.
Il participe au Congrès de l'Afrique du Nord organisé à Paris en 1908, avec plusieurs personnalités du mouvement national tunisien dont Béchir Sfar, Abdeljelil Zaouche et Khairallah Ben Mustapha. Zmerli s'y fait remarquer par son discours pour l'instruction de la femme tunisienne, particulièrement dans la langue du pays, alors que celle-ci n'avait pour seule option que les instituts français du protectorat.
Nommé en 1921 directeur de cabinet du ministre de la Justice et fils du grand vizir Kheireddine Pacha, Tahar Kheireddine, il devient directeur du protocole de Moncef Bey en 1942 avant de revenir au ministère de la Justice jusqu'à sa retraite en 1955.
Après l'indépendance, il rédige plusieurs dictionnaires biographiques sur des personnalités politiques tunisiennes. Son fils Saâdeddine né en 1930 devient médecin.

## Publications
- Figures tunisiennes : les précurseurs, Tunis, Bouslama, 1966, 105 p.
- Figures tunisiennes : les successeurs, Tunis, Maison tunisienne de l'édition, 1967, 299 p.
- Espoirs et déceptions en Tunisie, 1942-43, Tunis, Maison tunisienne de l'édition, 1971, 60 p.
- Sadok Zmerli, Ali Benayed, Tunis, Maison tunisienne de l'édition, coll. « Figures tunisiennes : les contemporains et les autres », 1976.
- Sadok Zmerli, Le Docteur Mahmoud Materi, Beyrouth, Dar al-Gharb al-Islami, 1993.
- Feuilles éparses, Tunis, Kahia, 2000, 214 p. (ISBN 978-9-973-83201-6).